# Distrito de La Trinité
El distrito de La Trinité  es un distrito (en francés arrondissement) de Francia, que se localiza en el département Martinica (en francés Martinique), de la région Martinica. Cuenta con 11 cantones y 10 comunas.
La capital de un distrito se llama subprefectura (sous-préfecture). Cuando un distrito contiene la prefectura (capital) del departamento, esa prefectura es la capital del distrito, y se comporta tanto como una prefectura como una subprefectura.

## División territorial

### Cantones
Los cantones del distrito de La Trinité son:
1. Basse-Pointe
2. L'Ajoupa-Bouillon
3. La Trinité
4. Le Gros-Morne
5. Le Lorrain
6. Le Marigot
7. Le Robert-1-Sur
8. Le Robert-2-Norte
9. Macouba
10. Sainte-Marie-1-Norte
11. Sainte-Marie-2-Sur

### Comunas
| 1. L'Ajoupa-Bouillon (97201) | 2. Basse-Pointe (97203) | 3. Grand'Rivière (97211) | 4. Le Gros-Morne (97212) |
| 5. Le Lorrain (97214)        | 6. Macouba (97215)      | 7. Marigot (97216)       | 8. Le Robert (97222)     |
| 9. Sainte-Marie (97228)      | 10. La Trinité (97230)  |                          |                          |